# Брёуде, Оливер
О́ливер Йо́хансен Брёуде (норв. Oliver Johansen Braude; 21 февраля 2004, Осло) — норвежский футболист, защитник клуба «Херенвен».

## Клубная карьера
Выступал за молодёжные команды клубов «Стабек» и «Волеренга», а в феврале 2021 года присоединился к академии нидерландского «Херенвена». В июле 2023 года переведён в первую команду клуба. 20 августа 2023 года дебютировал в основном составе «Херенвена» в матче Эредивизи против «Утрехта», выйдя на замену Хуссейну Али.
28 ноября 2023 года продлил контракт с клубом до лета 2027 года с опцией продления ещё на один сезон.

## Карьера в сборной
Выступал за сборную Норвегии до 17, до 18, до 19, до 20 и до 21 года. В 2023 году в составе сборной до 19 лет участвовал в юношеском чемпионате Европы, проходившем на Мальте. На турнире провёл 4 матча, а норвежцы дошли до четвертьфинала, где уступили португальцам.